# Fruchtschale

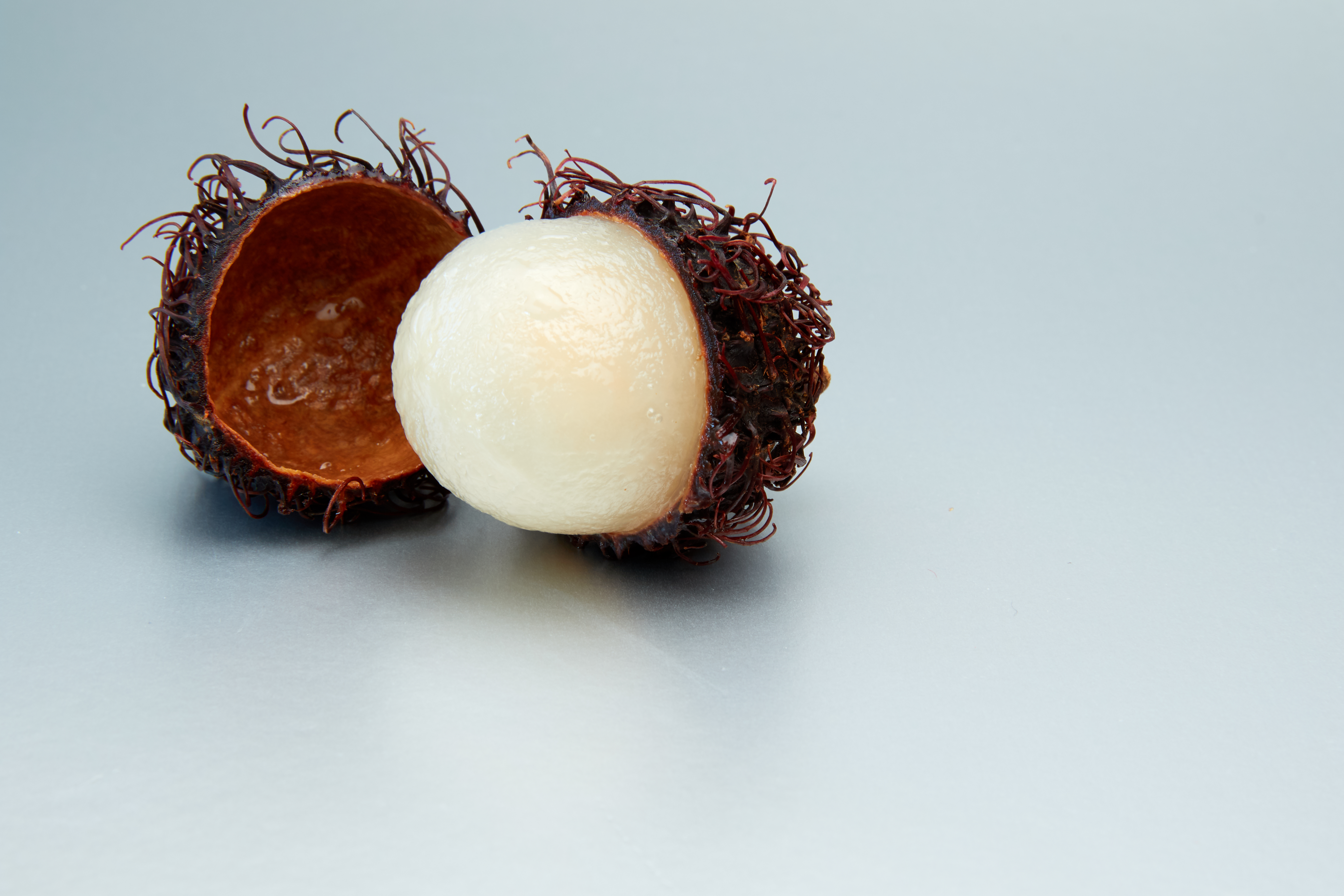
Schale einer Rambutanfrucht

Die Fruchtschale, kurz auch Schale genannt, ist die äußere Hülle einer Frucht. Sie kann häutig (z. B. beim Apfel oder beim Pfirsich), ledrig (wie bei den Zitrusfrüchten) oder auch holzartig (wie bei den Nussfrüchten, die wegen ihrer harten Schale auch als Schalenobst bezeichnet werden) sein.
Botanisch kann die Schale nur aus dem Exokarp bestehen, oder das gesamte Perikarp kann zu einer Schale verwachsen sein (wie bei den Nussfrüchten).
In und unter der Schale sind verschiedene ernährungsphysiologisch wichtige Inhaltsstoffe wie Vitamine und Spurenelemente höher konzentriert, so dass von Ernährungsphysiologen empfohlen wird, Früchte mit Schale zu essen, wenn diese zum Verzehr geeignet ist. Dagegen sprechen hygienische Bedenken sowie die mögliche Anreicherung von Pestiziden und Polyethylenwachs (E 914) etc. in der Schale.